# Mangosta de bandes amples
La mangosta de bandes amples (Galidictis fasciata), és una espècie de mangosta de la família dels euplèrids.

## Descripció
La mangosta de bandes amples té un cos baix i àgil i és de mida petita o mitjana, comparable a l
marta nord-americana. Té les potes curtes, una cua llarga i espessa i un cap llarg i aplanat amb un rostre puntegut. A causa de la coloració similar, sovint es poden confondre amb la introduïda civeta petita de l'Índia.
La mangosta de bandes amples es pot identificar pel seu pelatge gris-beix distintiu s'estén fins al ventre. El cos té uns cinc bandes longitudinals de color marró fosc o negre que són més amples que els espais de color beix-crema que les separa i que van des del clatell fins a la cua. La part superior del cap és més fosca que les galtes, la barbeta i la gola. Les cues són d'un color blanc cremós molt distintiu. Les orelles són petites i estan cobertes de pèl curt i fi. L'altra espècie del gènere Galidictis, la mangosta de Wozencraft, que també té bandes fosques, les té més estretes que els espais intermedis més clars i no té pèls a la part externa de les orelles.
Alguns fonts indiquen pesos entre 500 i 800 grams, una longitud del cap i del cos entre 32 i 34 centímetres i una longitud de la cua entre 28 i 30 centímetres. Les femelles són una mica més petites i lleugeres que els mascles. La mangosta de bandes amples té els dits i les urpes més llargues que altres mangostes.

## Distribució i hàbitat
Viuen a les selves de l'est de Madagascar. S'ha informat de la presència d'aquestes mangostes des de la regió de Mananara-Nord al nord, fins al Parc natural d'Andohahela al sud. Altres informes indiquen que actualment no hi proves de la que seva distribució es produeixi més al nord del massís de Marojejy Massif, el qual es troba al sud de la península de Masoala, situada a l'extrem nord-est de l'illa.
Les observacions de la seva distribució s'han produït en alçades entre els 440 i els 1500 metres, tant en boscos de les terres baixes com en boscos de muntanya.

## Comportament
La mangosta de bandes amples no ha estat estudiada exhaustivament. Això podria ser a causa dels seus hàbits estrictament nocturns. Malgrat ser animals terrestres, se les ha vist pujant als arbres o en troncs llargs caiguts. No obstant això, es desconeix on troben refugi.
Com la majoria de mangostes de Madagascar, no són gaire socials. Sovint es troben sols o en petits grups familiars. Garbutt (1999) suggerí que podria tenir vincles de parella i, per tant, la seva sociabilitat es podria estendre a una parella i les seves cries. No obstant això, la mangosta de bandes estretes, s'ajunta per reproduir-se durant l'estiu de Madagascar. Durant l'hivern, s'ha informat que aquesta espècie format per unitat temporals, com poden ser parelles, grups maternals, o grups de mascles. La mangosta de bandes amples podria ser que formés grups com els d'aquesta altra mangosta. Tot i així, cal més investigacions per aclarir el comportament social d'aquesta espècie.

## Dieta
S'ha conjecturat que s'alimenten principalment de rosegadors, petits lèmurs i fins i tot, de rèptils i amfibis. No hi ha proves determinants que s'alimenti de lèmurs. També s'ha suggerit que s'alimenta d'invertebrats. Els estudis sobre carnívors dels boscos tropicals es poden veure dificultats pels seus hàbits nocturns i sovint solitaris i per la dificultat d'atreure'ls a les trampes.

## Reproducció
Actualment, hi ha un desconeixement de les activitats reproductives de la mangosta de bandes amples. Garbutt (1999) suggereix que aquests animals rarament vistos, probablement tenen vincles de parella i, per tant, són monògams. La manca d'un dimorfisme sexual altament desenvolupat dona suport a aquest sistema d'aparellament.
La temporalitat i l'activitat d'aquesta espècie és actualment desconeguda. S'ha determinat que les femelles tenen dues mames i s'ha observat que aquesta espècie té ventrades d'una sola cria.
Altres mangostes de Madagascar podrien donar pistes sobre la reproducció d'aquest mamífer tan difícil de veure. La mangosta de cua anellada es reprodueix estacionalment, de l'abril al novembre i les cries neixen entre juliol i febrer, després d'un període de gestació que varia entre 79 i 92 dies. En canvi, la mangosta de bandes estretes es reprodueix entre desembre i abril, amb un pic reproductiu durant l'estiu (de Madagascar) entre febrer i març i un període de gestació lleugerament més llarg, d'entre 90 i 105 dies. Aquestes dues espècies de mangosta donen a llum una única cria. En aquesta última espècie, el cadell és deslletat als voltants dels 2 mesos d'edat. En ambdues espècies, els joves sembla que assoleixen la maduresa sexual entorn dels 2 anys i tenen una llarga associació amb els pares. La mangosta de bandes amples té probablement trets semblants als de les altres mangostes de Madagascar, encara que cal més investigació per saber-ho amb seguretat.
Es desconeix completament el procés de cria dels cadells de mangosta de bandes amples. Malgrat aquesta manca de dades, és raonable suposar que les mares crien els cadells, proporcionant-los refugi, llet i protecció, com a mínim fins al moment del deslletament. Si el seu comportament és com el d'altres mangostes de Madagascar, especialment com la mangosta de bandes estretes, els joves podrien romandre amb la mare fins a assolir la maduresa sexual als voltants dels 2 anys. Es desconeix el paper dels mascles en la cria dels cadells, per aquesta raó i per tractar d'aclarir la relació exacta entre la mare i la cria, calen més investigacions.

## Esperança de vida
Tot i que hi ha registres de les espècies del gènere Galidictis en captivitat, aquests no inclouen dades de cap període prolongat. En canvi, se sap poc sobre la vida útil de mangostes de bandes amples. Altres mangostes de Madagascar en captivitat mostren una esperança de vida molt variada. Una mangosta de cua anellada visqué més de 24 anys en captivitat, mentre que una mangosta bruna de Madagascar visqué només 4 anys i 9 mesos. Es desconeix l'encaix de la mangosta de bandes amples dins d'aquest espectre d'esperança de vida tant variable.

## Comunicació
Avui en dia, es desconeix com es comunica o percep l'entorn aquesta espècie. Com a mamífer, és probable que faci servir una combinació de senyals tàctils, visuals, químiques i acústiques, per relacionar-se amb l'entorn i altres individus.

## Subespècies
- Galidictis fasciata fasciata
- Galidictis fasciata striata